# Сарбулак (Кызылординская область)
Сарбулак (каз. Сарбұлақ) — село в Казалинском районе Кызылординской области Казахстана. Административный центр Сарбулакского сельского округа. Код КАТО — 434453100.

## Население
В 1999 году население села составляло 413 человек (222 мужчины и 191 женщина). По данным переписи 2009 года, в селе проживало 379 человек (191 мужчина и 188 женщин).